# Harrison (Idaho)
Harrison – miasto w Stanach Zjednoczonych, w północnej części stanu Idaho, w hrabstwie Kootenai.

## Demografia
Według United States Census Bureau w 2012 r. posiadało 208 mieszkańców. W roku 2023 liczba mieszkańców wzrosła do 225 osób, a gęstość zaludnienia przekroczyła 114 osób/km².

## Historia
Harrison powstało w 1899 roku i zostało nazwane na cześć 23. prezydenta Stanów Zjednoczonych Benjamina Harrisona. Jest położone nad jeziorem Coeur d'Alene. W 1917 roku doszczętnie spłonęło. Większość miasta została odbudowana po pożarze.